# اکورو، کاش
اکورو، کاش (به لاتین: Akörü, Kaş) یک منطقهٔ مسکونی در ترکیه است که در استان آنتالیا واقع شده‌است.